# PinkFantasy
PinkFantasy (en hangul, 핑크판타지; romanización revisada del coreano, Pingkeupantaji) fue un grupo femenino surcoreano con sede en Ciudad Quezon, Filipinas formado por la compañía MyDoll Entertainment. En el último tiempo estaba compuesto por 5 miembros: Arang, SeeA, Momoka, Miku y Heesun, debido a que las integrantes, Daewang, Harin y Yechan se graduaron del grupo el 8 de noviembre de 2023, finalmente el grupo entró en un hiatus indefinido en enero de 2024.
Debutaron el 24 de octubre de 2018 con el sencillo Iriwa bajo la alineación conformada por: Aini, Arang, Daewang, Harin, Heesun, SeeA, Yechan y Yubeen. Inicialmente, durante el pre-debut, la miembro Rai fue parte del grupo, sin embargo, esta abandonó antes de que la agrupación debutase, siendo reemplazada más tarde por Yubeen. Luego de casi 6 años de carrera, PinkFantasy se disolvió el 5 de julio de 2024.

## Nombre
En el nombre del grupo, PinkFantasy, "Pink" representa amor y felicidad, mientras que "Fantasy" significa una realidad deseada. Según la miembro Momoka, al juntar ambas palabras esto expresa «querer ser un equipo que dé mucho amor y felicidad a las numerosas personas que buscan lo mismo en sus desventuradas realidades».

## Historia

### 2018: Debut
El grupo debutó el 24 de octubre de 2018 con un sencillo llamado «Iriwa», que fue lanzado junto con un video musical, el cual fue dirigido por Shindong de Super Junior. La canción expresa «la tentación del Conejo Blanco a Alicia» a través de un concepto basado en la novela de Lewis Carroll, "Las aventuras de Alicia en el país de las maravillas".

### 2019: Subunidades, debut japonés, lanzamiento de "Fantasy", inactividad temporal de Yubeen y single digital "Playing House"
El 26 de marzo de 2019, la agrupación debutó una subunidad llamada "PinkFantasy SHY", compuesta por las miembros SeeA, Harin y Yubeen, quienes estrenaron el sencillo digital «12 o'clock», una canción que trata de «el deseo de Cenicienta por confesarse ante el príncipe antes de las 12 en punto», mostrando así un concepto inspirado en el libro "Cenicienta" de Charles Perrault.
El 28 de mayo de 2019 hicieron su debut japonés con la versión japonesa del sencillo debut «Iriwa».
En junio de 2019, Yubeen suspendió sus actividades con el grupo temporalmente, debido a su trastorno de pánico.
El 5 de agosto de 2019 el grupo tuvo su primer comeback con la canción «Fantasy». El sencillo también fue lanzado con su versión instrumental titulada «Fantasy Instrumental». Este regreso incluye la adición de SangA como nueva miembro del grupo.
El 18 de octubre de 2019, Heesun abandonó el grupo debido a síntomas de depresión y ansiedad.
El 1 de diciembre de 2019 lanzaron el sencillo titulado «Playing House», lanzando una semana después el video musical. La canción expresa el amor de los siete enanos y el intento por confesárselo a Blancanieves. Durante este lanzamiento, las miembros participantes fueron Daewang, Aini, SeeA, Yechan, SangA, Harin y Arang.
El 16 de diciembre de 2019 se reveló la segunda subunidad oficial del grupo "PinkFantasy MDD", compuesta por Yechan y Yubeen, estrenando el sencillo «Not Beautiful» el 19 de diciembre.

### 2020: Salida de Aini y Yubeen, lanzamiento de Shadow Play, salida de SangA
El 12 de abril de 2020, quien era la líder original de PinkFantasy, Aini tuvo que dejar el grupo debido a su fascitis plantar y deterioro de fuerza física, no obstante, sigue bajo la agencia MyDoll Entertainment como modelo. De esta forma, también se informó que la miembro Arang se convirtió en la nueva lider de la agrupación.
El 27 de junio de 2020, se comunicó la salida de Yubeen del grupo debido a su trastorno de pánico.
El 14 de julio de 2020 lanzaron un sencillo titulado «Shadow Play», bajo la subunidad PinkFantasy Shadow, pero promocionándola como si fuese una canción bajo la alineación completa de Pink Fantasy, esto con el objetivo de no confundir a las emisoras y dar a conocer al grupo en su conjunto. Las miembros que participaron de este lanzamiento fueron SeeA, Harin, Arang y SangA.
El 21 de octubre de 2020, se anunció que SangA dejó el grupo debido a problemas personales.

### 2021: Miembros temporales, lanzamiento de "Lemon Candy", EP "Alice in Wonderland", "Tales of the Unusual" y "Merry Fantasy"
El 21 de enero de 2021 lanzaron el single digital «Lemon Candy», canción que cuenta con la incorporación temporal de Heesun, exmiembro del grupo.
En mayo de 2021, se anunció que, además de Heesun, otras tres nuevas miembros se unirían como miembros invitadas de Pink Fantasy. El 13 de mayo, durante el "Pink Pick PinkFantasy Fanmeeting" se reveló que serían Momoka, Miku y 
Miu, aunque esta última se retiró de la agencia ese mismo mes por lo que no alcanzó a promocionar con el grupo.
El 6 de junio de 2021 se anunció a través de las redes sociales del grupo, el lanzamiento de la canción «Poison» para el 21 de junio. El día siguiente se dieron a conocer dos fotos conceptuales para este regreso junto con el anuncio del primer EP del grupo, "Alice in Wonderland" fijado para el mismo día.
El 13 de junio de 2021, con una dance intro de «Alice in Darkland» se lanzó un adelanto para el primer mini álbum del grupo, especificando que será la canción N°4 de dicho EP.
El 21 de junio de 2021 fue lanzado el EP "Alice In Wonderland" junto con el video musical para «Poison». Este comeback del grupo cuenta con la participación de Heesun (exmiembro del grupo), Momoka y Miku como miembros invitadas.
El 28 de octubre de 2021 fue anunciado a través de redes sociales y sitios de noticias, el single «기기괴괴 (Tales Of The Unusual)» como banda sonora original del webtoon en NAVER de Oh Seong-dae bajo el mismo nombre, con fecha de lanzamiento establecida para el 31 de octubre. Además, se informó que en dicha canción, las miembros Daewang, SeeA y Yechan participaron como letristas.
El 31 de octubre de 2021 se lanzó un vídeo teaser en redes sociales, revelando que serían dos canciones la que conformarían el EP "기기괴괴", siendo «기기괴괴 (Tales Of The Unusual)» la principal de este, cantada por toda la agrupación y «Rain», una balada en solitario interpretada por la miembro Yechan. El mismo día a las 18:00 KST, se estrenaron en los diversos servicios de streaming junto con el respectivo vídeo musical en YouTube para la canción homónima.
El 7 de diciembre de 2021, la imagen de portada de un nuevo single digital «Merry Fantasy» se subió a la cuenta oficial del grupo en las redes sociales, anunciando el lanzamiento de la canción para el 10 de diciembre. Es la primera canción navideña de Pink Fantasy y las miembros Harin, Heesun y Momoka participaron como letristas. Los servicios de streaming de música coreana, como Melon y Genie, describen la canción como «una canción tierna de villancicos, hecha a partir de los recuerdos navideños de las miembros de Pink Fantasy».
El 26 de diciembre de 2021, a través de un comunicado en el fancafe de la plataforma Daum y en las redes sociales del grupo, se anunció que Momoka fue promovida de miembro invitada a miembro oficial.

### 2022-2024: Luv is True, Tales of the Unusual (Feedback Version), Bizarre Story y disolución.
El 8 de febrero de 2022, se anunció el lanzamiento de «LUV Is True», una canción dedicada a LUVIT, el fandom de la agrupación, expresando así gratitud a los fans a través de la letra. Un pre-lanzamiento como NFT fue programado para el 14 de febrero, a través de la empresa productora de NFTs de música, 3PM, mientras que su lanzamiento oficial fue indicado para el 14 de marzo.
El 1 de abril de 2022 se lanzó a través del canal de YouTube de la agrupación, el vídeo musical para la versión feedback de «Tales of the Unusual», canción estrenada previamente en octubre de 2021, esto debido a comentarios de algunos internautas, diferenciándose principalmente por la eliminación de la voz que expresaba el título de la canción en el coro, dejando solamente las voces de las miembros de PinkFantasy. El 8 de ese mismo mes, dicha versión fue lanzada a través de los servicios de streaming de música.
El 29 de junio de 2022 se informó a través de un comunicado en las redes sociales del grupo, que las miembros Heesun y Miku serán promovidas de miembros invitadas a miembros oficiales, desde la realización de un evento de firma de autógrafos programado para el 9 de julio.
El 16 de septiembre de 2022, se informó a través de un aviso en el fancafe, que las promociones del próximo regreso se realizarán con seis miembros (Yechan, Harin, Arang, Momoka, Miku y Heesun), debido a que, por un lado, SeeA sufrió una lesión en las costillas durante la preparación del álbum, mientras que Daewang solo participará en la producción.
El 2 de octubre de 2022 se anunció a través de un cronograma de las redes sociales de la agrupación, el lanzamiento del álbum sencillo "Bizarre Story". El 17 de octubre se lanzó un vídeo teaser, mostrando un vídeo de baile para la pista "Bizarre Story: The Game". El 24 de octubre se lanzó el vídeo musical de la canción principal "Bizarre Story: Get Out", junto con ello, también el álbum a través de los servicios de streaming musicales. Ambas canciones cuentan con la participación de WithRu, compositor de la canción debut del grupo, "Iriwa".
El 8 de noviembre de 2023,  se anunció la “graduación” de las miembros Yechan, Daewang y Harin, quienes dejaron el grupo, meses después, el 1 de enero de 2024, el grupo anunció un hiatus indefinido.
SeeA dejo MyDoll Entertainment el 21 de mayo del 2024, lo cual aumentó aún más en los rumores de la disolución del grupo.
El 5 de julio de 2024, a través de X, MyDoll Entertainment anunció que PinkFantasy se había disuelto, la agencia dijo que las miembros se encuentran con actividades individuales, aunque han sido anunciadas como miembros de los grupos proyecto producidos por Daewang, I:Z y ThoTh6y.

## Miembros

### Actuales[49][50]
- SeeA (시아) – vocalista guía/lead vocal, rapera principal 
 (2018-2024)
- Arang (아랑) – líder, sub-vocalista, bailarina principal 
 (2018-2024)
- Momoka (모모카) – bailarina principal 
 (2021-2024)
- Miku (미쿠) – sub-bailarina 
 (2021-2024)
- Heesun (희선) – sub-vocalista 
 (2018-2019) (2021-2024)

### Ex-miembros
- Rai (라이) – Pre-debut (2018)
- Aini (아이니) - (2018-2020)
- SangA (상아) - (2019-2020)
- Yubeen (유빈) - (2018-2020)
- Miu (미우) - Miembro temporal - (2021), no alcanzó a promocionar con el grupo.
- Yechan (예찬) - vocalista principal - (2018-2023)
- Harin (하린) - sub-vocalista - (2018-2023)
- Daewang (대왕) - sub-vocalista, sub-rapera - (2018-2023)

### Subunidades
- Sugar Powder (pre-debut): Harin, Arang, Heesun
- PinkFantasy SHY: SeeA, Harin, Yubeen (exmiembro)
- PinkFantasy MDD: Yechan, Yubeen (exmiembro)
- PinkFantasy Shadow: SeeA, SangA (exmiembro), Harin, Arang

## Discografía[51][52]

### Álbumes EP
- 2021: Alice in Wonderland
- 2021: 기기괴괴

### Álbumes sencillo
- 2018: Iriwa
- 2019: Fantasy
- 2019: Playing House
- 2020: Shadow Play
- 2021: Lemon Candy
- 2021: Merry Fantasy
- 2022: Luv Is True (Luv.i.t)
- 2022: Tales of the Unusual - Feedback Version
- 2022: Bizarre Story

## Giras musicales

### PinkFantasy LatinTour2020[53][54]
- 14 de febrero- México
- 16 de febrero- Colombia
- 19 de febrero- Paraguay
- 21 de febrero- Uruguay
- 23 de febrero- Argentina

La gira está actualmente suspendida debido a la pandemia del COVID-19.

## Filmografía

### Vídeos musicales[55]
| Año  | Videoclip                       | Dirección                                      | Coreografía                  | Nota               | Ref.   |
| ---- | ------------------------------- | ---------------------------------------------- | ---------------------------- | ------------------ | ------ |
| 2018 | 이리와 (Iriwa)                  | Walala Crew (Shindong)                         | -                            |                    | [ 56 ] |
| 2019 | 12 o'clock                      | Walala Crew (Shindong)                         | Peacock, Moontrue            | PinkFantasy SHY    | [ 57 ] |
| 2019 | Fantasy                         | Walala Crew (Shindong)                         | Peacock, Moontrue            |                    | [ 58 ] |
| 2019 | 소꿉장난 (Playing House)        | ARTBEAT (Kim Jun-seok)                         | Peacock, Moontrue            |                    | [ 59 ] |
| 2019 | 아름답지 않아 (Not Beautiful)   | Walala Crew (Shindong)                         | -                            | PinkFantasy MDD    | [ 60 ] |
| 2020 | 그림자 (Shadow Play)            | Walala Crew (Shindong), ZanyBros (Lee Hae-jin) | MOTF (Park Hae-ri, Kim Beom) | PinkFantasy Shadow | [ 61 ] |
| 2021 | Lemon Candy                     | PinkFantasy (Daewang), mcmkd                   | MOTF (Park Hae-ri, Kim Beom) |                    | [ 62 ] |
| 2021 | 독 (Poison)                     | ZanyBros (Sim Ji-hyeong)                       | MOTF (Park Hae-ri, Kim Beom) |                    | [ 24 ] |
| 2021 | 기기괴괴 (Tales Of The Unusual) | Walala Crew (Shindong)                         | MOTF (Park Hae-ri, Kim Beom) |                    | [ 63 ] |

### Programas de variedades
| Año  | Título                 | Episodio (s)         | Rol                             | Emisora | Ref.          |
| ---- | ---------------------- | -------------------- | ------------------------------- | ------- | ------------- |
| 2019 | PromiSINGER            | Ep. 19 (Temporada 2) | Protagonistas                   | Arirang | [ 64 ] [ 65 ] |
| 2022 | Mama The Idol          | -                    | Invitadas (Idol Cheering Squad) | tvN     | -             |
| 2022 | My Boyfriend is Better | Ep. 1 (Temporada 1)  | Panel invitado                  | Mnet    | [ 66 ] [ 67 ] |

## Logros
Durante la primera semana de noviembre de 2018, la canción de debut "Iriwa" debutó en el puesto 13 de la lista de "M Countdown" de Mnet.
En la 30ª semana de 2020, la canción "Shadow Play" alcanzó la 23ª posición en el Gaon Album Chart. En la primera semana de su lanzamiento, entraron en la 64ª posición.
El 21 de junio de 2021, "Poison" llegó al número 96 del Bugs Chart, el mismo día, alcanzó el número 3 en el ranking general de iTunes en Colombia, para más tarde llegar hasta la 2ª posición. Durante la misma semana, el álbum del que forma parte esta canción (Alice in Wonderland) debutó en el número 39 del Gaon Album Chart.

## Premios y nominaciones
| Premiación                        | Año  | Nominadas por | Categoría     | Resultado | Ref.   |
| --------------------------------- | ---- | ------------- | ------------- | --------- | ------ |
| Buenos Aires Music Video Festival | 2021 | Poison (독)   | Vídeo K-pop   | Nominado  | [ 70 ] |
| K-Stage Awards                    | 2021 | Pink Fantasy  | Top 7 del año | Ganador   | [ 71 ] |